# پیتر لوزینیان
پیتر یا پیر لوزینیان (به انگلیسی: Peter of Lusignan) نایب‌السلطنه پادشاهی قبرس و کنت اسمی و افتخاری کنت‌نشین طرابلس بود. وی پسر جیمز لوزینیان، کنت اسمی و افتخاری طرابلس، و همسرش مری بود. وی در سال ۱۴۱۵  با ایزابلا لوزینیان، شاهزاده قبرس و دختر جیمز یکم قبرس، ازدواج کرد. پیتر از ایزابلا صاحب فرزند نشد اما وی یک پسر نامشروع داشت که فوبیوس نام داشت که مارشال اسمی ارمنستان و ارباب اسمی صیدا بود.